# Charles Sims
Charles Coffin Sims (14 de abril de 1937 – 23 de octubre de 2017) fue un matemático estadounidense conocido por su trabajo en el Algoritmo de Schreier–Sims. Junto a Donald G. Higman descubrió el Grupo Higman–Sims, uno de los grupos esporádicos. El software del grupo de permutación desarrollado por Sims también condujo a la prueba de la existencia del grupo Lyons (también conocido como el grupo Lyons-Sims) y el grupo O'Nan (también conocido como el grupo O'Nan-Sims). 
Sims se licenció en la Universidad de Michigan y se doctoró en la Universidad de Harvard en 1963. En su tesis, Enumeró  p-grupos, dando límites superiores e inferiores asintóticos agudos. Sims es uno de los fundadores de la teoría computacional de grupos y es el creador del algoritmo de Schreier-Sims. Fue miembro de la facultad en el Departamento de Matemáticas de la Universidad de Rutgers-New Brunswick de 1965 a 2007. Durante ese período ocupó el cargo, en particular, de jefe de departamento (1982-84) y rector asociado de Planificación Informática (1984-87). Sims se retiró de Rutgers en 2007 y se mudó a San Petersburgo (Florida).